# Time Out (serie televisiva)
Time Out è il titolo con cui fu trasmessa in Italia la serie televisiva The White Shadow (letteralmente "L'ombra bianca"), creata da Bruce Paltrow e trasmessa originariamente dalla rete statunitense CBS tra il 1978 e il 1981.
Composta da 54 episodi divisi in tre stagioni, la serie è ambientata in una scuola superiore del ghetto di Los Angeles, dove un allenatore bianco si trova a guidare una squadra di pallacanestro composta per lo più da studenti neri e ispanici.
Time Out fu la prima serie televisiva a proporre un ritratto credibile dello sport giocato, ed una delle prime a presentare in maniera realistica personaggi appartenenti alle minoranze etnico-religiose, affrontando nel corso degli episodi situazioni e problemi della vita reale che era raro ritrovare in televisione negli anni ottanta.

## La storia
Ken Reeves è un'ala dei Chicago Bulls con esperienza decennale nell'NBA che fatica a riprendersi da un brutto infortunio al ginocchio. Il suo vecchio compagno di università Al Willis gli offre il posto da allenatore della squadra di basket della Carver High School di Los Angeles, di cui lui è Preside. Conscio che la sua carriera di giocatore è ormai alla fine, Reeves accetta immediatamente l'incarico ma si rende subito conto che i ragazzi non hanno solo bisogno di qualcuno che insegni loro a giocare, ma di qualcuno che insegni loro a vivere.
Per Reeves non è un compito facile, essendo alla prima esperienza da allenatore e non avendo mai avuto a che fare con ragazzi cresciuti praticamente per strada. Sua sorella Katie, che vive col marito proprio a Los Angeles, vorrebbe vederlo fare l'analista televisivo – una professione che gli permetterebbe di guadagnare molto di più - e soprattutto vorrebbe vederlo sistemato, ma Reeves capisce presto che allenare quei ragazzi indisciplinati ma pieni di talento può essere fonte di grandi soddisfazioni. Sapendo di non poterli perdere di vista, Reeves avvisa i suoi ragazzi che sarà sempre un passo dietro a loro, in ogni momento. "Già - gli risponde uno dei giocatori - come un'ombra bianca!".

## I temi
Nonostante il motore dietro la serie fosse il basket, Time Out non trattava solo di sport. In effetti, si può dire che il tema principale fosse la difficoltà di crescere in un ghetto. Nel corso delle tre stagioni, i membri della squadra affrontano problemi di droga e alcolismo, hanno a che fare con bande giovanili e scommettitori clandestini, relazioni compromettenti, gravidanze inaspettate, omosessualità e handicap fisici e mentali. E, ovviamente, tutti i problemi legati al razzismo.
Nonostante questo approccio fece guadagnare alla serie numerose lodi, il pubblico televisivo non ne fece un successo, tanto che il settimo episodio della seconda stagione, in cui appaiono gli Harlem Globetrotters, fu l'unico ad entrare nella classifica dei dieci programmi più seguiti della settimana. A causa dei brutti risultati della terza stagione, la CBS decise di interrompere la serie con il 15º episodio, il 54° in totale.

## Episodi
| Stagione         | Episodi | Prima TV USA | Prima TV Italia |
| ---------------- | ------- | ------------ | --------------- |
| Prima stagione   | 15      | 1978-1979    |                 |
| Seconda stagione | 24      | 1979-1980    |                 |
| Terza stagione   | 15      | 1980-1981    |                 |

## Riconoscimenti
La serie vinse un Emmy Award nel 1979 nella categoria Outstanding Directing in a Drama Series assegnato al regista Jackie Cooper, ex bambino prodigio di Hollywood.